# 張迺妙
張迺妙（1875年—1955年），生於清國福建臺灣省臺北府淡水縣新店大崎腳（今台北市新店區），原籍福建省泉州府安溪縣，臺灣製茶師，自中國福建省安溪引進鐵觀音與閩南烏龍茶製法，為臺灣鐵觀音的起源。

## 生平
張迺妙生於新店大崎腳雞心尖山麓一帶，年幼失怙，其繼父為來自中國福建安溪，為唐山茶師，張迺妙由其繼父身上習得煉茶與製茶技藝。因為當時漢人與原住民間的衝突，造成地方不安，其繼父返回中國福建安溪。張迺妙遷居至樟湖（今臺北市木柵區貓空山區），開闢茶園。
在臺灣日治時期，於1894年張迺妙返回中國福建安溪祭祖，在1895年，張迺妙由安溪帶回12株茶樹，種植在自家住處後方。1896年再度由安溪買進一千株茶樹，在自己茶園中種植。當時木柵區長，文山茶業公司負責人張德明，請張迺妙與與同鄉張迺乾自安溪買進3000株鐵觀音茶樹，種植在木柵公學校附近，並分發給木柵區的茶農種植。他在任職文山茶業株式會社的期間，曾由中國福建安溪聘請製茶師來台灣教導製茶。
1916年，張迺妙參與台灣勸業共進會的包種茶比賽，獲得頭獎，成為當代知名茶人。獲臺灣總督府聘任為臺北州廳巡迴茶師。
1935年，臺灣博覽會期間，張迺妙由文山茶業株式會社退休，獲得台灣總督府頒發青銅花瓶，以表彰他對台灣茶葉的頁獻。畢生致力於保存、推廣臺灣茶的種植、製作等知識。
1937年，他返回福建安溪祭祖，經由與當地製茶師的交流，將閩南烏龍茶的製法帶回台灣，教導給木柵區的茶農，成為木柵鐵觀音的開端。
1955年辭世。

## 家族
張迺妙世系木柵新厝張氏，信奉基督新教，育有四子。長子張佳成、次子張金福務農，長房長孫張文輝同為知名茶人，是茶樹品種「四季春」的發現者。張文輝派下育有三子一女，均子承父業：長子張信鐘經營「六季香茶坊」、次子張進榮經營「晨曦茶坊」、三子張益盛為茶事顧問及草藥學家、長女張明娥。2006年8月張文輝辭世。二房長孫張新興，早年務農，後返鄉重啟茶務、經營以祖父名諱命名的「迺妙茶廬」，有女張慧純。
四子張貴富於木柵農業學校（今木柵國中）執教國文科目，1983年成立活石基督教會偕子女接力推廣教務，2001年12月辭世。與妻張洪碧蘭育有四子一女：長子張咀亮，為前茂迪電力事業部總經理，任內推廣太陽能光電技術，育有一子一女張懷海、張文虹。次子張郇中。三子張郇生為中研院地質學家。四子張位宜原從事家具廠務，後應父命返鄉經營張迺妙紀念館，妻司徒錦溢育有二女，長女張子穎。長女張郇慧任職於國立政治大學英語系。
弟張迺省，從醫任職於福建省西德基督教醫院副院長，仍協助兄長迺妙兼辦品茗活動並參與相關引薦。

## 紀念
1983年，張氏後人秉持追念先祖的同時向大眾推廣茶文化的理念，開始長達12年的紀念館籌備工作。
1995年7月1日，張迺妙茶師紀念館於臺北市文山區木柵的指南路3段34巷53之2號成立，成為貓空觀光茶園的茶文化推廣教育基地。

## 外部連結
- 張迺妙茶師紀念館 （页面存档备份，存于）